# Paula van der Oest
Paula van der Oest (ur. 30 listopada 1964 w Laag-Soeren) – holenderska reżyserka, scenarzystka i producentka filmowa. Pracuje również dla telewizji. Jej twórczość wyróżnia się portretowaniem silnych i niezależnych postaci kobiecych.
Jej film Zus i Zo (2001), będący wariacją na temat Trzech sióstr Czechowa, był nominowany do Oscara dla najlepszego filmu nieanglojęzycznego. Kolejne filmy van der Oest, Sprawa Lucii de B. (2014) i Tonio (2016), również reprezentowały Holandię w tej oscarowej kategorii, ale już bez większego powodzenia.
Inne filmy reżyserki to m.in. Madame Jeannette (2004), Tiramisu (2008), Czarne motyle (2011), Efekt domina (2012), Zatoka zaginionych (2020) i Miłość w butelce (2021).